# Sonderlöschfahrzeug
Sonderlöschfahrzeuge (auch Sonderlöschmittelfahrzeuge genannt, SLF abgekürzt) sind spezielle Feuerwehrfahrzeuge, welche über eine große Menge Sonderlöschmittel (z. B. Schaum, Pulver, Kohlenstoffdioxid) verfügen. Sie sind meist nicht genormt und aufgrund ihrer hohen Beschaffungskosten und großen Spezialisierung nur bei großen (Werk-)Feuerwehren anzutreffen. Diese Fahrzeuge sind meistens stark den örtlichen Gegebenheiten angepasst.
Hierzu gehören: 
- Universallöschfahrzeuge
- Trockenlöschfahrzeuge
- Schaumlöschfahrzeuge
- Kohlendioxidlöschfahrzeuge (CO2-Löschfahrzeuge)